# Conca de Dalt
Conca de Dalt är en kommun i Spanien.   Den ligger i provinsen Província de Lleida och regionen Katalonien, i den nordöstra delen av landet, 400 km nordost om huvudstaden Madrid. Antalet invånare är 433. Arean är 167 kvadratkilometer. Conca de Dalt gränsar till Baix Pallars, El Pont de Suert, Abella de la Conca, Tremp, Cabó, Senterada, La Pobla de Segur, Isona i Conca Dellà och Salàs de Pallars. 
Terrängen i Conca de Dalt är kuperad åt sydväst, men åt nordost är den bergig.
Conca de Dalt delas in i:
- Sossís